# 安脩德
安脩德，字慎先，贵州思南人，清朝政治人物、同進士出身。

## 生平
雍正二年（1724年）甲辰科進士，三甲一百九十四名，累官順天府丞。